# Бенетово дървесно кенгуру
Бенетовото дървесно кенгуру (Dendrolagus bennettianus) е вид бозайник от семейство Кенгурови (Macropodidae). Видът е почти застрашен от изчезване.

## Разпространение и местообитание
Разпространен е в Австралия.